# Прапор Первомайського району (Миколаївська область)
Пра́пор Первома́йського райо́ну — офіційний символ Первомайського району Миколаївської області, затверджений 14 липня 2007 року рішенням Первомайської районної ради.

## Опис
Прапор — це прямокутне полотнище зі співвідношенням сторін 2:3 з двома синіми смугами, що відходять від кутів біля древка, а в центрі прапора поєднуються в одну, вдвічі ширшу, яка йде до вільного краю. У місці поєднання смуг розміщено щиток із зображенням орла на білій скелі.